# Vladimir Dubrovshchik
Vladimir Dubrovshchik (Bielorrusia, 7 de enero de 1972) es un atleta, especializado en la prueba de lanzamiento de disco en la que llegó a ser campeón mundial en 1995.

## Carrera deportiva
En el Mundial de Gotemburgo 1995 ganó la medalla de plata en el lanzamiento de disco, con una marca de 65.98 m, tras el alemán Lars Riedel y por delante de su compatriota el también bielorruso Vasiliy Kaptyukh.
Al año siguiente, en las Olimpiadas de Atlanta 1996 volvió a ganar la plata en la misma prueba, de nuevo tras el alemán Lars Riedel y por delante de su compatriota el también bielorruso Vasiliy Kaptyukh.